# 9-es busz (Veszprém)
A veszprémi 9-es jelzésű autóbusz a Jeruzsálemhegy, a Belváros, a Jutasi úti lakótelep nyugati része és Jutaspuszta közti kapcsolatot biztosította a 2011. évi járatrendezésig.

## Története
1992-ben alapították a vonalat a Vámosi forduló és a Vasútállomás között. 1996-ban az északi végállomást a Vasútállomásról Jutaspusztára helyezték át, ezzel biztosítva a városrész tömegközelekedését. 2008-ban átalakították a vonalat, megszüntették a Vasútállomáshoz tett kitérőt. Egy időre a vonalat megrövidítették és Jutaspusztától csak a Színházig közlekedett, de később visszaállították a Jeruzsálemhegyi szakaszt. A 2011-es járatrendezéskor megszűnt, feladatát részben átvette az 1-es.

## Közlekedése
A 9-es általában óránként járt. Hétközben 5-22 óráig, hétvégén 6-20 óráig.

## Külső hivatkozások
- A 9-es menetrendje D-É irányban a Balaton Volán Zrt. honlapján
- A 9-es menetrendje É-D irányban a Balaton Volán Zrt. honlapján
- Közlemény, melyben a Balaton Volán Zrt. bejelenti a járat megszűnését[nincs a forrásban]